# Layton's Mystery Journey: Katrielle e il complotto dei milionari
Layton's Mystery Journey: Katrielle e il complotto dei milionari (レイトン ミステリージャーニー カトリーエイルと大富豪の陰謀?, Reiton Misuterī Jānī: Katorīeiru to Dai Fugō no Inbō) è un videogioco della serie de Il professor Layton, sviluppato da Level-5 e pubblicato per Nintendo 3DS, iOS, Android e Nintendo Switch. Il gioco non segue più le vicende del professor Layton, come nei precedenti capitoli, ma quelle di sua figlia, Katrielle, che, insieme al cane parlante Sherl e all'assistente Ben, dovrà risolvere molti casi in giro per le strade di Londra, mentre è alla ricerca di suo padre, scomparso misteriosamente.

## Trama
La detective Katrielle Layton, figlia del famoso professor Hershel Layton, si sveglia da un incubo sul  padre scomparso, nel giorno dell'apertura della sua agenzia investigativa. Lo stesso giorno Katrielle e il suo assistente Ben Greegy incontrano un cane parlante che, per ragioni sconosciute, non può essere compreso da nessuno tranne loro. Il cane spiega che ha un'amnesia e che desidera che risolvano il mistero di chi sia veramente, e Katrielle decide di chiamarlo "Sherl O.C. Kholmes".
Dopo aver risolto il caso della scomparsa di una delle lancette del Big Ben su richiesta dell'ispettore Faslong di Scotland Yard, Katrielle, Ben e Sherl indagano e risolvono molti altri casi, la maggior parte dei quali si riferiscono ai Sette Draghi, le sette figure più ricche e influenti di Londra, con l'assistenza di Faslong e Rita Giusti, una  profiler della polizia.  Gli altri casi includono la richiesta di Faslong di cercare un regalo a sua moglie e risolvere un omicidio il quale Katrielle è stata accusata ingiustamente di commettere. In una occasione, Ben racconta a Sherl la storia di come lui e Katrielle si sono incontrati, quando è stato falsamente accusato di furto e lei ha contribuito a dimostrare la sua innocenza.
Nel caso finale del gioco, Katrielle e i Sette Draghi sono invitati dal misterioso Lord Adamas alla villa abbandonata di Maximilian Richmond, un milionario morto 10 anni prima. Nell'occasione, Adamas costringe i Sette Draghi a firmare un contratto in cui essi cedono tutte le loro fortune a lui se non riescono a risolvere una serie di enigmi, o rivelerà un grave segreto su di loro. Presente all'evento al posto del padre, Katrielle accetta la richiesta di Adamas di supervisionare la disputa. Tutti i Draghi non riescono a risolvere gli enigmi e accettano la sconfitta, finché Katrielle scopre che Lord Adamas non è altro che Ben, la cui vera identità è Miles Richmond, nipote di Maximilian, cresciuto con la falsa supposizione che i Draghi tradissero e rovinassero la loro famiglia, giurando di vendicarsi di loro.
Dopo che l'equivoco è stato chiarito, Ben si riconcilia con i Draghi e accetta la richiesta di Katrielle di continuare a lavorare come assistente. Nel filmato successivo ai titoli di coda, Katrielle rinnova il suo obiettivo di risolvere il mistero della vera identità di Sherl e scoprire dove si trova suo padre. Sebbene non sia più vicina a quest'ultimo, proclama di aver risolto l'enigma che il padre ha lasciato quando è scomparso: "Se non sei veramente mia figlia, allora sai dirmi chi sei esattamente?".

## Curiosità
- A gennaio 2018, Level-5 rende disponibile la versione "Kit Iniziale" del gioco per iOS e Android, che consente di provare il primo caso gratuitamente.[3]
- La versione del gioco per Nintendo Switch presenta una funzionalità deluxe, con più di 40 rompicapi esclusivi, più di 50 nuovi costumi, tutti i DLC del gioco originale sin dall'inizio e una grafica migliorata.[4]

## Doppiatori
- Katrielle Layton: Emanuela Pacotto
- Ben Greegy/Miles Richmond: Stefano Pozzi
- Sherl: Renzo Ferrini
- Ispettore Faslong: Riccardo Rovatti
- Rita Giusti: Lucia Gadolini
- Sindaca Londie: Anna Giulia Belletti
- Philippe T. Mustache: Massimo Antonio Rossi
- Madame Bimenton: Federica Tabori
- Rosa Solis: Lucia Gadolini
- Preston Spicci: Gabriele Duma
- Arianne Blanche: Anna Giulia Belletti
- Wayne Broos: Ruggero Andreozzi
- Capitan Carat: Massimo Antonio Rossi
- Felicity Faslong: Federica Tabori
- Jan Frusall: Massimo Antonio Rossi
- Tom Burren: Gabriele Duma
- Carl Burren: Gabriele Duma
- Ambasciatore Quaraqquà: Ruggero Andreozzi
- Charlie il merlo: Ruggero Andreozzi
- Prof. Herb: Riccardo Rovatti

- Localizzazione italiana: Studio Arkì - Bologna
- Direzione del doppiaggio: Nicola Zonca
- Assistente al doppiaggio: Laura Borgatti
- Fonico: Pierluigi Scarpantonio
- Tecnico del suono: Alessandro Saviozzi